# Saw Zein
Pour les articles homonymes, voir Zein.
Cette page contient des caractères spéciaux ou non latins. S’ils s’affichent mal (▯, ?, etc.), consultez la page d’aide Unicode.

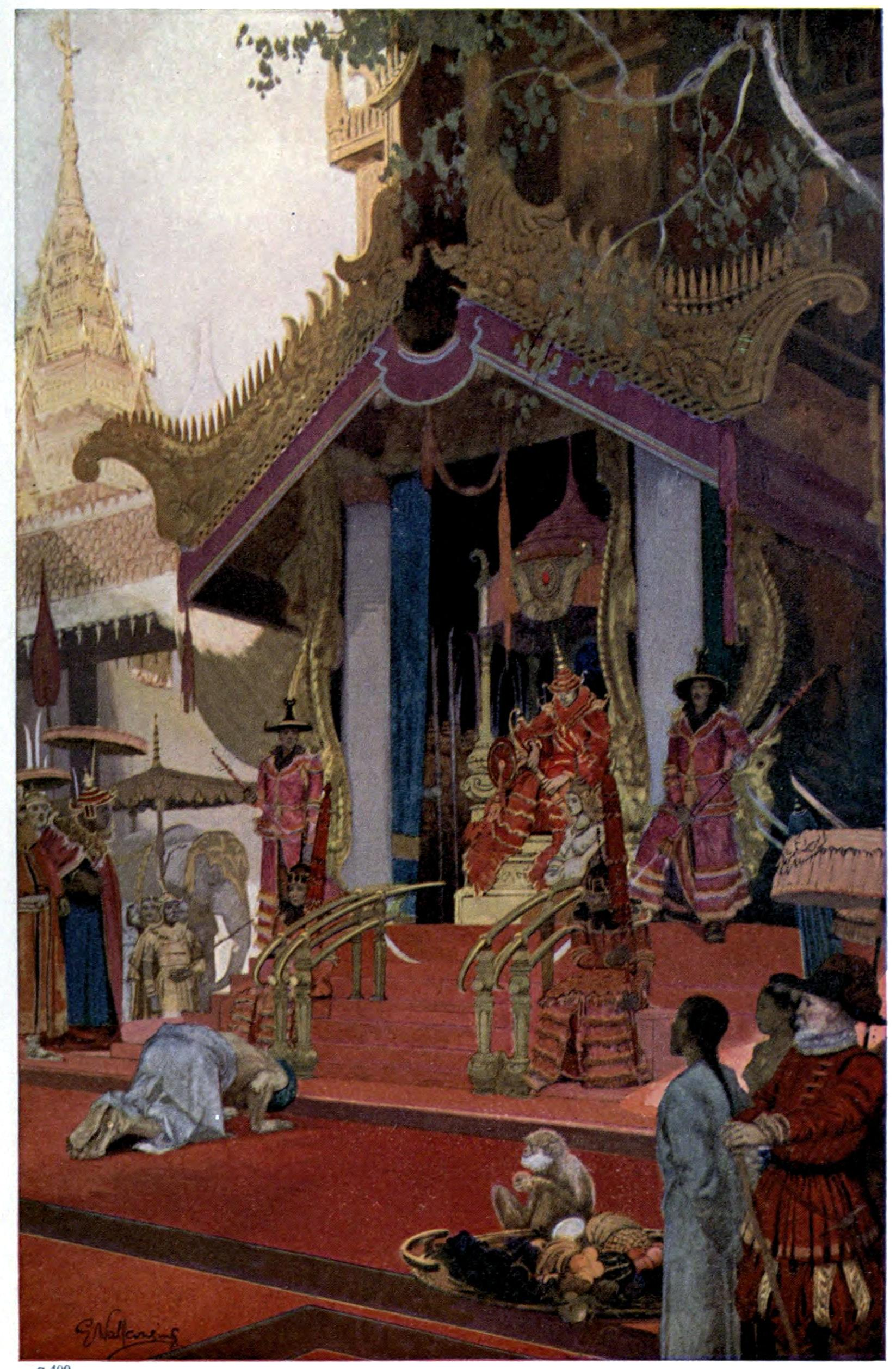
Le roi de PEgu reçoit un émissaire (XVIIe siècle).

Saw Zein (birman စောဇိတ်, sɔ́ zeiʔ ; mai 1303 – février 1331) fut le quatrième souverain du Royaume d'Hanthawaddy, en Basse-Birmanie, d'octobre 1324 à 1331. Neveu du fondateur du royaume Wareru, Saw Zein succéda à son frère le roi Saw O en 1324. Il perdit le sud de la côté du Tenasserim au profit de son suzerain nominal, le royaume de Sukhothaï et chercha à étendre ses territoires vers le nord. Au cours de cette tentative, il fut tué au combat au siège de Prome (Pyay).

## Règne
Saw Zein transféra sa capitale de Martaban (Mottama) à Pégou (Bago), plus au nord, en laissant une solide garnison à Martaban. On ignore si ce mouvement a été précipité par la réoccupation de la côte du Tenasserim par son suzerain le royaume de Sukhothaï (le sud du Tenasserim avait été occupé par son frère et prédécesseur Saw O, pourtant marié à une fille du roi de Sukhothaï.) La frontière méridionale du royaume de Saw Zein se trouvait probablement à Moulmein (Mawlamyaing).
À Pégou, Saw Zein consolida son pouvoir sur le delta de l'Irrawaddy et chercha à l'étendre vers la Haute-Birmanie. En 1331, il attaqua Prome, ville occupant une position stratégique et apparemment gouvernée par un roi indépendant, avec une flotte et une grande armée, mais il fut tué au combat et ses troupes furent vaincues.

## Famille
Comme ses prédécesseurs, Saw Zein était à la fois d'ascendance shane et mône. (Il était au moins à un quart Shan, puisque sa mère Hnin U Yaing, sœur du roi Wareru, était demi-Shane. L'élément « Sao » de son nom est un titre honorifique shan.)
Lorsqu'il monta sur le trône, Saw Zein épousa sa cousine germaine Sanda Min Hla, fille du roi Hkun Law († 1311), et reprit la reine principale de son frère, fille du roi de Sukhothaï. Il eut au moins deux fils, Binnya U et Min Linka, et une fille, Mahadevi.